# DFB-Pokal der Frauen 1993-1994
La DFB-Pokal der Frauen 1993-1994 è stata la 14ª edizione della Coppa di Germania riservata alle squadre di calcio femminile. La finale si è svolta all'Olympiastadion di Berlino ed è stata vinta questa volta dal Grün-Weiß Brauweiler, per la seconda volta, superando le avversarie del TSV Siegen in una riedizione della finale precedente.

## Primo Turno
Numerosi club hanno passato il turno automaticamente e si sono qualificati al Secondo Turno. Per ragioni sconosciute il TuS Wörrstadt e FC Rumeln-Kaldenhausen hanno deciso di ritirarsi. Le gare si sono svolte tra il 7 luglio e l'11 agosto 1993.
| Squadra 1             | Risultato | Squadra 2                   |
| --------------------- | --------- | --------------------------- |
| FC Sankt Augustin     | 0 - 5     | Rheine                      |
| SV Brackel            | 2 – 0     | KBC Duisburg                |
| SV Viktoria Gersten   | 1 - 4     | SSG Bergisch Gladbach       |
| BSV Müssen            | 0 - 5     | Grün-Weiß Brauweiler        |
| Fortuna Dilkrath      | 0 - 12    | TSV Siegen                  |
| Hertha Zehlendorf     | 0 - 5     | TeBe Berlino                |
| Polizei SV Rostock    | 4 - 2     | Fortuna Sachsenroß Hannover |
| Wittenseer SV         | 0 - 6     | Eintracht Wolfsburg         |
| TSV Schwaben Augsburg | 1 - 2     | Sindelfingen                |
| TSV Ludwigsburg       | 0 – 5     | Niederkirchen               |
| SV Zussdorf           | 1- 5      | Klinge Seckach              |
| SV Weißkirchen        | 0 - 8     | Saarbrücken                 |
| TSV Eschollbrücken    | 0 - 5     | FSV Francoforte             |
| Bad Neuenahr          | 2 - 7     | Praunheim                   |

## Secondo Turno
Le gare si sono svolte tra il 28 e 29 agosto 1993.
| Squadra 1                  | Risultato | Squadra 2             |
| -------------------------- | --------- | --------------------- |
| SV Brackel                 | 0 - 9     | TSV Siegen            |
| Teutonia Weiden            | 1 – 2     | SSG Bergisch Gladbach |
| FT Geestemünde             | 0 - 12    | Grün-Weiß Brauweiler  |
| STV Lövenich               | 0 - 2     | Rheine                |
| SV Rheinfreunde Düsseldorf | 2 - 5     | Jahn Delmenhorst      |
| SV Moorfleet               | 1 - 9     | Eintracht Wolfsburg   |
| Turbine Potsdam            | 4 - 5     | TeBe Berlino          |
| Polizei SV Rostock         | 4 - 0     | SG Erbstorf           |
| Crailsheim                 | 0 - 5     | Praunheim             |
| Fortuna Magdeburg          | 0 – 6     | TSV Battenberg        |
| Jena                       | 0 - 5     | TuS Ahrbach           |
| Viktoria Neckarhausen      | 0 - 5     | FSV Francoforte       |
| SC Siegelbach              | 0 - 11    | Saarbrücken           |
| Bayern Monaco              | 1 - 4     | Klinge Seckach        |
| Wacker München             | 0 - 1     | Niederkirchen         |
| FC Sankt Georgen           | 1 - 5     | Sindelfingen          |

## Terzo Turno
Le gare si sono svolte il 7 novembre 1993.
| Squadra 1            | Risultato      | Squadra 2             |
| -------------------- | -------------- | --------------------- |
| Rheine               | 1 - 1(2-0 dtr) | Niederkirchen         |
| Sindelfingen         | 1 – 1(5-6 dtr) | Saarbrücken           |
| Klinge Seckach       | 4 - 1          | Eintracht Wolfsburg   |
| TSV Battenberg       | 2 - 1          | FSV Francoforte       |
| Polizei SV Rostock   | 2 - 1          | SSG Bergisch Gladbach |
| Praunheim            | 0 - 2          | TSV Siegen            |
| TuS Ahrbach          | 1 - 0          | TeBe Berlino          |
| Grün-Weiß Brauweiler | 6 - 0          | Jahn Delmenhorst      |

## Quarti di finale
Le gare si sono svolte tra il 28 novembre 1993 e il 13 febbraio 1994.
| Squadra 1            | Risultato   | Squadra 2          |
| -------------------- | ----------- | ------------------ |
| Klinge Seckach       | 4 - 1       | Polizei SV Rostock |
| Grün-Weiß Brauweiler | 7 - 1       | TSV Battenberg     |
| TSV Siegen           | 2 - 0       | Rheine             |
| TuS Ahrbach          | 2 - 4 (dts) | Saarbrücken        |

## Semifinali
Le gare si sono svolte il 20 aprile 1994.
| Squadra 1      | Risultato | Squadra 2            |
| -------------- | --------- | -------------------- |
| Klinge Seckach | 1 - 4     | TSV Siegen           |
| Saarbrücken    | 2 - 9     | Grün-Weiß Brauweiler |

## Finale
| Arbitro: | Elke Günther (Bamberga) |

|                           |           |              |
| A. Klein 49’ Wiegmann 50’ | Marcatori | 67’ Fitschen |